# 80メートルハードル
80メートルハードル(英語: 80 metres hurdles)は、陸上競技のハードル競走の一種で、8台のハードルを跳び越えながら80メートルを走るタイムを競う競技。女子のハードル種目として1968年まで行われていた。オリンピックでは1932年ロサンゼルス大会から1968年メキシコシティー大会までの実施種目。現在は世界記録・日本記録の公認対象外種目。

## 概要
- ハードルの数は8台、ハードルの高さは76.2cm（2ft半）、スタートから最初のハードルまでの距離、最後のハードルからゴールまでの距離はともに12m、ハードル間の距離は8mで行われる[1]。1968年までは女子のハードル種目として一般的に行われていたが、1969年から100メートルハードルと200メートルハードルが女子ハードルの公認種目になったため、80メートルハードルは行われなくなった[1]。現在はマスターズ陸上の公認種目（男女）だが、ハードルの高さ、ハードル間の距離などはクラスによって異なる[2]。
- 1964年東京オリンピックでは依田郁子が5位に入っているが、これはオリンピックと世界陸上競技選手権大会を通じて、現在も女子スプリント個人種目における日本勢唯一の決勝進出である[3][4]。
- 日本では全国小学生陸上競技交流大会の実施種目（男女）だが、ハードルの数などはシニアと異なる。ハードルの数は9台、ハードルの高さは70cm、スタートから最初のハードルまでの距離は13m、最後のハードルからゴールまでの距離は11m、ハードル間の距離は7mで行われる[5]。

## オリンピックメダリスト
| 大会                  | 金                                             | 国  | 記     | 銀                     | 国  | 記     | 銅                                             | 国  | 記     |
| --------------------- | ---------------------------------------------- | --- | ------ | ---------------------- | --- | ------ | ---------------------------------------------- | --- | ------ |
| 1932 ロサンゼルス     | ベーブ・ディドリクソン                         | USA | 11秒7  | エベリン・ホール       | USA | 11秒7  | マージョリー・クラーク                         | RSA | 11秒8  |
| 1936 ベルリン         | トレビゾンダ・ヴァッラ                         | ITA | 11秒7  | アンニ・シュトイヤー   | GER | 11秒7  | エリザベス・テイラー                           | CAN | 11秒7  |
| 1948 ロンドン         | フランシナ・ブランカース＝クン                 | NED | 11秒2  | モーリン・ガードナー   | GBR | 11秒2  | シャーリー・ストリックランド・デ・ラ・ハンティ | AUS | 11秒4  |
| 1952 ヘルシンキ       | シャーリー・ストリックランド・デ・ラ・ハンティ | AUS | 10秒9  | マリア・ゴルブニチャヤ | URS | 11秒1  | マリア・ザンダー                               | FRG | 11秒1  |
| 1956 メルボルン       | シャーリー・ストリックランド・デ・ラ・ハンティ | AUS | 10秒7  | ギゼラ・ビルケマイヤー | EUA | 10秒9  | ノーマ・スローワー                             | AUS | 11秒0  |
| 1960 ローマ           | イリーナ・プレス                               | URS | 10秒8  | キャロル・キントン     | GBR | 10秒9  | ギゼラ・ビルケマイヤー                         | EUA | 11秒0  |
| 1964 東京             | カリン・バルツァー                             | EUA | 10秒5  | テレサ・チェプラ       | POL | 10秒5  | パム・キルボーン                               | AUS | 10秒5  |
| 1968 メキシコシティー | モーリン・ケアード                             | AUS | 10秒39 | パム・キルボーン       | AUS | 10秒46 | 紀政                                           | ROC | 10秒51 |